# Operativa enheten
Operativa enheten (OpE), var en högre ledningsstab inom svenska Försvarsmakten som verkade åren 2005–2008. Förbandsledningen var förlagd i Uppsala garnison i Uppsala.

## Historik
Operativa enheten bildades genom att Operativa insatsledningen (Opil) delades till två enheter, Operativa enheten och Insatsstaben. Operativa enheten hade till uppgift att leda alla svenska militära insatser inom och utom riket. År 2008 upplöstes i sin tur Operativa enheten, och ersattes av Insatsledningen (INS) ingåendes som en stab vid Högkvarteret i Stockholm.

## Ingående enheter

### Operativa staben
I den operativa enheten fanns ett antal sektioner för olika funktioner numrerade J1–J10 (J0). J0 benämner utveckling i kedjan. J:et står för engelskans "joint" och betecknar att det är försvarsgrensgemensamma funktioner.
| - J1 – Personal - J2 – Underrättelse- och säkerhetstjänst - J3 – Genomförande av operationer - J4 – Logistik - J5 – Planering av operationer | - J6 – Samband och ledningssystem - J7 – Övningar - J8 – Ekonomi - J9 – Civilmilitär samverkan - J10 – Meteorologi - J0 – Utveckling |

### Arméns taktiska stab
Arméns taktiska stab (ATS) bildades den 1 juli 2000 som Arméns taktiska kommando (ATK), efter en omorganisation av Armécentrum. Arméns taktiska kommando hade i uppgift att leda verksamheten vid markstridskrafterna samt Utlandsstyrkan. Den 1 april 2007 omorganiserades kommandot till Arméns taktiska stab.

### Flygvapnets taktiska stab
Flygvapnets taktiska stab (FTS) bildades den 1 juli 2000 som Flygvapnets taktiska kommando (FTK), efter en omorganisation av Flygvapencentrum. Flygvapnets taktiska kommando hade i uppgift att leda verksamheten vid luftstridskrafterna. Den 1 april 2007 omorganiserades kommandot till Flygvapnets taktiska stab.

### Marinens taktiska stab
Marinens taktiska stab (MTS) bildades den 1 juli 2000 som Marinens taktiska kommando (MTK), efter en omorganisation av Marincentrum. Marinens taktiska kommando hade i uppgift att leda verksamheten vid sjöstridskrafterna samt amfibieförbanden. Den 1 april 2007 omorganiserades kommandot till Marinens taktiska stab.

## Förläggningar och övningsplatser
Efter att Operativa insatsledningen upplöstes, övertogs dess lokaler i Uppsala av Operativa enheten samt de taktiska kommandona, vilka sedan 2003 redan var lokaliserade till Uppsala. Operativa enheten var grupperad inom Uppsala garnison till mars 2008 då verksamheten flyttade till Försvarsmaktens högkvarter i Bastionen i Stockholm.

## Förbandschefer
Operativa enhetens förbandschef titulerades insatschef och hade tjänstegraden generallöjtnant.
- 2005–2007: ???
- 2007–2008: Anders Lindström

## Namn, beteckning och förläggningsort
| Operativa enheten | 2005-07-01 | – | 2008-??-?? |

| OpE | 2005-07-01 | – | 2008-??-?? |

| Uppsala garnison    | 2005-07-01 | – | 2008-03-?? |
| Stockholms garnison | 2008-03-?? | – | 2008-??-?? |